# Adam van Noort
Adam van Noort (Anversa, 1561 – 1641) è stato un pittore fiammingo, maestro di Rubens, van Dyck e Jordaens.

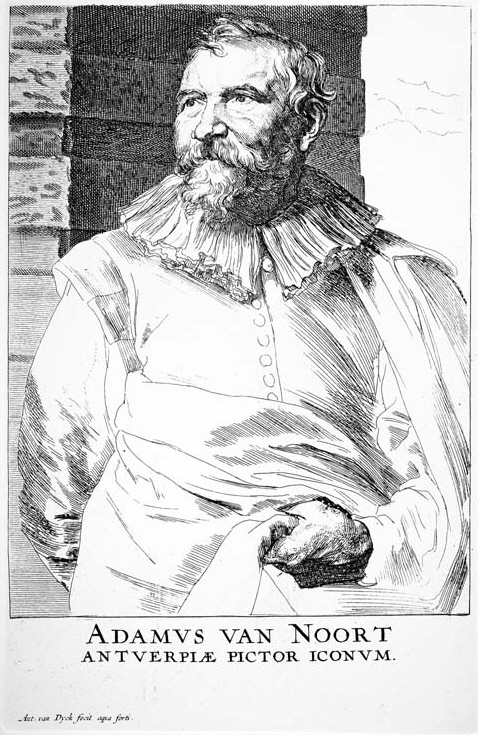
Adam van Noort

Definito da van Mander nel 1604 un "abilissimo pittore di personaggi", van Noort si inserisce nel solco della pittura fiamminga piuttosto che in quella contaminata dall'arte italiana, il cui punto di contatto con la pittura nordica è avvenuto proprio nei suoi anni. Così estraneo alla moda predominante, Van Noort dirigeva uno degli atelier più popolari di Anversa e poteva contare un gran numero di allievi, tra cui quelli che negli anni successivi sarebbero diventati grandi maestri della pittura come Rubens (a partire dal 1592) e Van Dyck, che realizzò un famoso ritratto del maestro.
Noto per i suoi umori alterni, la sua vita di libertino e, spesso, la sua violenza, van Noort era sempre cosciente dei propri limiti e della bravura dei propri allievi, indirizzandoli alla carriera anche attraverso la collaborazione con l'atelier di Otto van Veen. Le sue opere furono principalmente di soggetto biblico o allegorico e non si sono conservati ritratti realizzati per la Sint-Lucasgilde (gilda di San Luca), di cui era socio.